# John Whitehead (esploratore)
John Whitehead (Muswell Hill, 30 giugno 1860 – Haikou, 2 giugno 1899) è stato un esploratore, naturalista e collezionista professionista di esemplari di storia naturale nel sud-est asiatico britannico, è stato il primo a raggiungere la vetta del monte Kinabalu: questo avvenne nel 1888, dopo tentativi annuali a partire dal 1885.

## Biografia
Whitehead nacque a Colney Hatch Lane, Muswell Hill, nel Middlesex da Jeffery Whitehead, un agente di cambio, e da sua moglie Jane Ashton Tinker. Dopo gli studi a Elstree, Hertfordshire e all'Edinburgh Institution, dovette affrontare problemi di salute e fu mandato in convalescenza in Engadina in Svizzera nel 1881 e poi in Corsica nel 1882 dove scoprì un uccello nuovo alla scienza, il picchio muratore corso.
Whitehead viaggiò a Malacca, Borneo settentrionale, Giava e Palawan tra il 1885 e il 1888, dove raccolse una serie di esemplari zoologici nuovi alla scienza, tra cui 45 nuove specie di uccelli come il becco largo di Whitehead (Calyptomena whiteheadi), raccogliendo le sue esperienze in un libro al suo ritorno. Tra il 1893 e il 1896 esplorò le Filippine, raccogliendo ancora molte nuove specie, tra cui l'aquila delle Filippine, (Pithecophaga jefferyi) il cui nome binomiale commemora il padre di Whitehead, Jeffery, che finanziò le sue spedizioni.
Diverse specie prendono il nome da Whitehead:
- Il pipistrello lanoso di Whitehead (Kerivoula whiteheadi)
- Il pipistrello della frutta arpia (Harpyionycteris whiteheadi)
- Il topo spinoso di Whitehead (Maxomys whiteheadi)
- Il ratto a strisce di Luzon (Chrotomys whiteheadi)
- Lo scoiattolo pigmeo trapuntato (Exilisciurus whiteheadi)
- La rana del Borneo di Whitehead  (Meristogenys whiteheadi)
- La gazza dalle ali bianche (Urocissa whiteheadi)
- Il becco largo di Whitehead (Calyptomena whiteadi)
- Il cacciatore di ragni di Whitehead (Arachnothera juliae)
- La civetta maculata (Strix seloputo), precedentemente (Surnia whiteheadi)
- Il picchio muratore corso (Sitta whiteheadi)
- Il fagiano d'argento di Hainan (Lophura nycthemera whiteheadi)

Whitehead intendeva tornare nelle Filippine nel 1899, ma fu costretto a modificare i suoi piani a causa della guerra ispano-americana. Si recò invece nell'isola di Hainan, dove morì di febbre al porto di Hoihow, nella città di Haikou.